# Лингл, Линда
Линда Лингл, урождённая Каттер (англ. Linda Lingle (Cutter); род. 4 июня 1953, Сент-Луис, Миссури) — американский политик, представляющая Республиканскую партию. Губернатор штата Гавайи с 2002 по 2010 год. Она была первым республиканским губернатором Гавайев с 1962 года. Лингл также была первой женщиной в штате и первым еврейским губернатором. До того как стать губернатором, Лингл была мэром округа Мауи, членом совета и председателем Республиканской партии Гавайев.

## Ранняя жизнь, образование и ранняя карьера
Линда Каттер родилась в 1953 году в Сент-Луисе (штат Миссури) в семье Милдред и Ричарда Каттеров, став средней из трёх детей. Каттеры переехали в Южную Калифорнию, когда Линда училась в средних классах, а вскоре переезда её родители развелись. Девочке к этому времени было 12 лет. Некоторое время после этого она жила с дедушкой и бабушкой, а затем с дядей — Джеральдом Каттером, владельцем автомагазина.
Окончив в 1971 году среднюю школу «Шерман Оукс», Линда поступила на отделение в Университета штата Калифорния в Нортридже и окончила его в 1975 году с отличием, получив специальность журналиста. Во время учёбы она познакомилась с Чарльзом Линдлом, ставшим её первым мужем. Брак распался уже через год, но Линда сохранила фамилию мужа. К этому времени её отец, бывший фармацевт, присоединился к автомобильному бизнесу брата и отправился на Гавайи, где открыл филиал фирмы. Линда последовала на Гавайи за ним. Сначала она работала в Гонолулу в качестве сотрудника по связям с общественностью в профсоюзе водителей грузовиков и гостиничных рабочих, а позже переехала на Молокаи, где основала местную газету Molokai Free Press.

## Местная политика
В 1980 году Лингл отказалась от карьеры в журналистике ради политики. Она была избрана от Молокаи в совет округа Мауи, депутатом которого оставалась десять лет, часто как единственный представитель Республиканской партии в этом органе. В 1985 году вторично вышла замуж — за юриста Уильяма Кроккетта, который был старше её на 26 лет. Этот брак завершился разводом десять лет спустя. В этом браке, как и в предыдущем, детей не было.
В 1990 году Ганнибал Таварес, республиканский мэр Мауи, ушёл в отставку после двух сроков на этом посту. В борьбе за пост с бывшим мэром Мауи и спикером Палаты представителей Гавайев Элмером Карвальо Лингл одержала неожиданную победу, в 37 лет став самым молодым мэром округа Мауи и первой женщиной в этой должности. В 1994 году Лингл была избрана на пост мэра, победив кандидата от Демократической партии и члена окружного совета Горо Окаму. На посту мэра она добилась значительного роста в туристическом секторе и стабильно низкой безработицы, что на фоне стагнирующей экономики штата получило известность как «Чудо Мауи».

## Политика штата
Второй и последний по закону срок полномочий Лингл как мэра Мауи истекал в 1998 году. Ещё за два года до этого она начала предвыборную кампанию с целью занять пост губернатора штата Гавайи. Ей противостоял действующий губернатор, демократ Бен Кейтэно, отстоявший свои позиции с разницей в 5000 голосов (1 процент). Через несколько месяцев после выборов Лингл официально возглавила Республиканскую партию на Гавайях, и в 2000 году её партия увеличила число депутатов в Палате представителей штата с 12 до 19 — самая большая фракция партии с момента получения Гавайями статуса штата. Число членов партии в штате выросло за это время на 4 тысячи.
На очередных выборах губернатора в 2002 году Лингл провела значительно более успешную кампанию, чем её соперница от Демократической партии Мэйзи Хироно, и добилась победы с разницей в 17 тысяч голосов, став первой женщиной на посту губернатора этого штата и второй еврейкой-губернатором за всю историю США.
Предвыборная программа Лингл включала темы экономического роста и борьбы с коррупцией. Её самым амбициозным проектом в должности, однако, стала программа реформы системы публичного образования, которую не удалось реализовать в полном объёме из-за сопротивления контролируемого демократами законодательного собрания. Лингл также сыграла ключевую роль в принятии закона о создании паромной линии, связывающей острова архипелага; у этого проекта были многочисленные противники, опасавшиеся отрицательного влияния на экологию Гавайев, но многие проблемы губернатору удалось решить по ходу борьбы за паро́м.
В целом в свой первый губернаторский срок Лингл пользовалась значительной популярностью на Гавайях и выиграла очередные губернаторские выборы в 2006 году с большим преимуществом, получив 63 % голосов. Это позволило ей продолжить занимать губернаторский пост до 2010 года. Во время Республиканского национального съезда 2004 года в Нью-Йорке Лингл был председателем съезда во время отсутствия постоянного председателя Денниса Хастерта в зале съезда. В 2008 году на национальном съезде Республиканской партии она выступила в поддержку Сары Пэйлин, что в дальнейшем служило поводом для политических атак со стороны демократов. К концу второго срока её рейтинг в опросах общественного мнения на Гавайях снизился.

## Дальнейшая карьера
Уйдя в отставку с поста губернатора в 2010 году по завершении второго срока в должности, в 2011 году Лингл выставила свою кандидатуру на освобождающееся место в Сенате США от штата Гавайи. От Демократической партии, как и за 10 лет до этого на выборах губернатора, ей противостояла Хироно, и на этот раз кандидат от демократов, которую поддерживал президент Барак Обама, добилась победы, став первой женщиной-сенатором от своего штата.
В начале 2015 года Лингл была назначена главным советником губернатора Иллинойса Брюса Раунера, проработав в этой должности до июля 2016 году. В июне 2017 года бывший губернатор вошла в состав совета попечителей Гавайского тихоокеанского университета.